# 1195 Orangia
Az 1195 Orangia (ideiglenes jelöléssel 1931 KD) a Naprendszer kisbolygóövében található aszteroida. Cyril Jackson fedezte fel 1931. május 24-én, Johannesburgban.